# Organismo Autónomo para el Desarrollo Local
La Diputación de Cáceres presta sus servicios de promoción del empleo y del desarrollo local a través del Organismo Autónomo para el Desarrollo Local. Lo hace en un contexto provincial, dirigiéndose a las personas y a las empresas en acciones concertadas con los municipios cacereños y sus  Mancomunidades y con los Grupos de Desarrollo Rural.

## Función de su actividad
La naturaleza de su actividad ofrece, por una parte, elementos de apoyo financiero, técnico y metodológico a los equipos locales y, por otra, proyectos y acciones directas en colaboración con las mancomunidades y los municipios. Se cumple así con el papel que tienen las Diputaciones provinciales de mejorar la eficacia de la administración local con instrumentos que los ayuntamientos no podrían disponer por sí solos.

## Bases de la Actividad
Técnica y metodológicamente se apoya la capacidad de análisis del territorio, catalogación y puesta en valor de recursos, la obtención de información para la planificación estratégica y la proyección, la innovación o la formación de las personas. Para ello el Organismo Autónomo para el Desarrollo Local dispone de una estructura departamental que acomete:
1. El análisis territorial.
2. La formación para el empleo.
3. La promoción empresarial, la innovación y el desarrollo tecnológico.
4. La información y comunicación.
5. La cooperación territorial.
6. La sostenibilidad del desarrollo y el turismo.
7. La administración de los servicios y los proyectos.

Estos departamentos dirigen  igualmente proyectos financiados con recursos propios o en colaboración con otras administraciones, en especial con la Junta de Extremadura. De esta manera se participa en los programas de los Planes regionales de Empleo colaborando en la calidad de su aplicación en el territorio. Se interviene en planes de dinamización sectorial como el turismo o los servicios de proximidad o se potencia la acción local con recursos para la formación o la cooperación internacional.
El OADL conduce sus acciones desde una perspectiva de género que garantice la igualdad de oportunidades entre hombres y mujeres. También vela para que las iniciativas que se propongan bajo su cobertura respeten los criterios de la sostenibilidad del desarrollo.
- Datos: Q6052395